# 부기 보이
부기 보이(Boogie Boy)는 미국에서 제작된 크레이그 해만 감독의 1998년 드라마, 스릴러 영화이다. 마크 다카스코스 등이 주연으로 출연하였고 Braddon Mendelson 등이 제작에 참여하였다.

## 출연

### 주연
- 마크 다카스코스
- 에밀리 로이드
- 제임스 울벳

### 조연
- 프레드릭 포레스트
- 트레이시 로즈
- Joan Jett
- 벤 브로우더
- 존 호키스
- 존 코야마
- 제임스 루
- 조나단 스카프
- 스콧 소워스

## 제작진
- Ass-PD: Jacque Allen
- Ass-PD: 제임스 루
- Co-PD: Cathryn James
- Co-PD: 토드 킹
- 미술: 토머스 P. 윌킨스
- 의상: 로잔느 피들러
- 배역: 행크 맥캔